# Marimacho

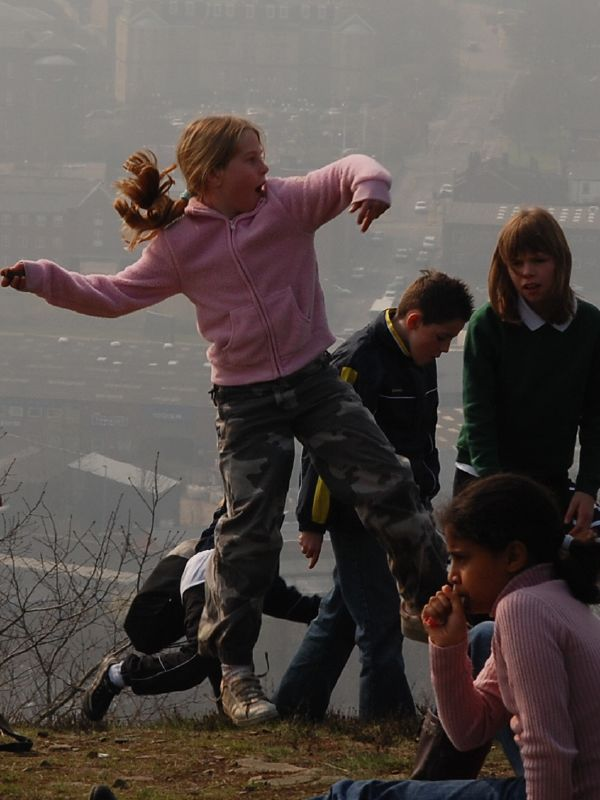
Una preadolescente vistiendo ropa andrógina (unisex).

Los términos marimacho, marimacha, machona, machorra, machota, marota, machanga, chicazo, virago, u hombruna (tomboy, o boyish en inglés) son términos calificativos generalmente despectivos, para designar una chica que exhibe características o comportamientos considerados típicos de un chico. María Moliner califica el término «marimacho» como vulgar y lo define como «mujer de aspecto y modales masculinos». Las características comunes incluyen usar ropa vista como poco femenina y participar en juegos y actividades consideradas en muchas culturas como masculinas o del dominio de los chicos.

## Historia
En la cultura estadounidense del siglo XIX el término se refería a un código de conducta que permitía a las chicas hacer ejercicio y usar ropa diferente. Debido al estilo alimenticio saludable de las tomboy, el término ganó popularidad durante varios años como una alternativa al código de conducta dominante para las mujeres consideradas femeninas, ya que la feminidad victoriana se equiparaba a fragilidad emocional, debilidad física y sumisión doméstica, obtenidos por muchas mediante ceñidos corsés, "curas de hambre" (ayunos) y nula participación en deportes extenuantes o actividad física. Pero la depresión económica de mediados de siglo y luego la guerra de Secesión en que las mujeres debieron ocupar el lugar y puestos de los hombres enviados al frente, hizo esa feminidad frágil y belleza lánguida poco deseable, ya que muchas jóvenes se incorporaron al ámbito laboral para mantener a sus familias, y necesitaban por ello un físico robusto y buena salud.
En el libro de 1898 Women and Economics de la escritora feminista Charlotte Perkins Gilman, se explican los beneficios de la actitud tomboy de las niñas, como una forma de libertad en la exploración del género y que "no deben ser femeninas hasta que sea el momento de serlo". El autor Joseph Lee definió en 1915 como crucial la fase tomboy durante el desarrollo de las niñas de entre 8 y 13 años.
A través de la historia se ha percibido una relación entre la actitud tomboy y el lesbianismo, como el caso del estereotipo de la chica ruda y butch de las cintas de Hollywood. La psicoanalista Dianne Elise expuso en un ensayo que las lesbianas mostraron más una actitud tomboy que las mujeres heterosexuales, sin embargo, el comportamiento no es un indicador confiable para definir su orientación sexual.

## Estudios

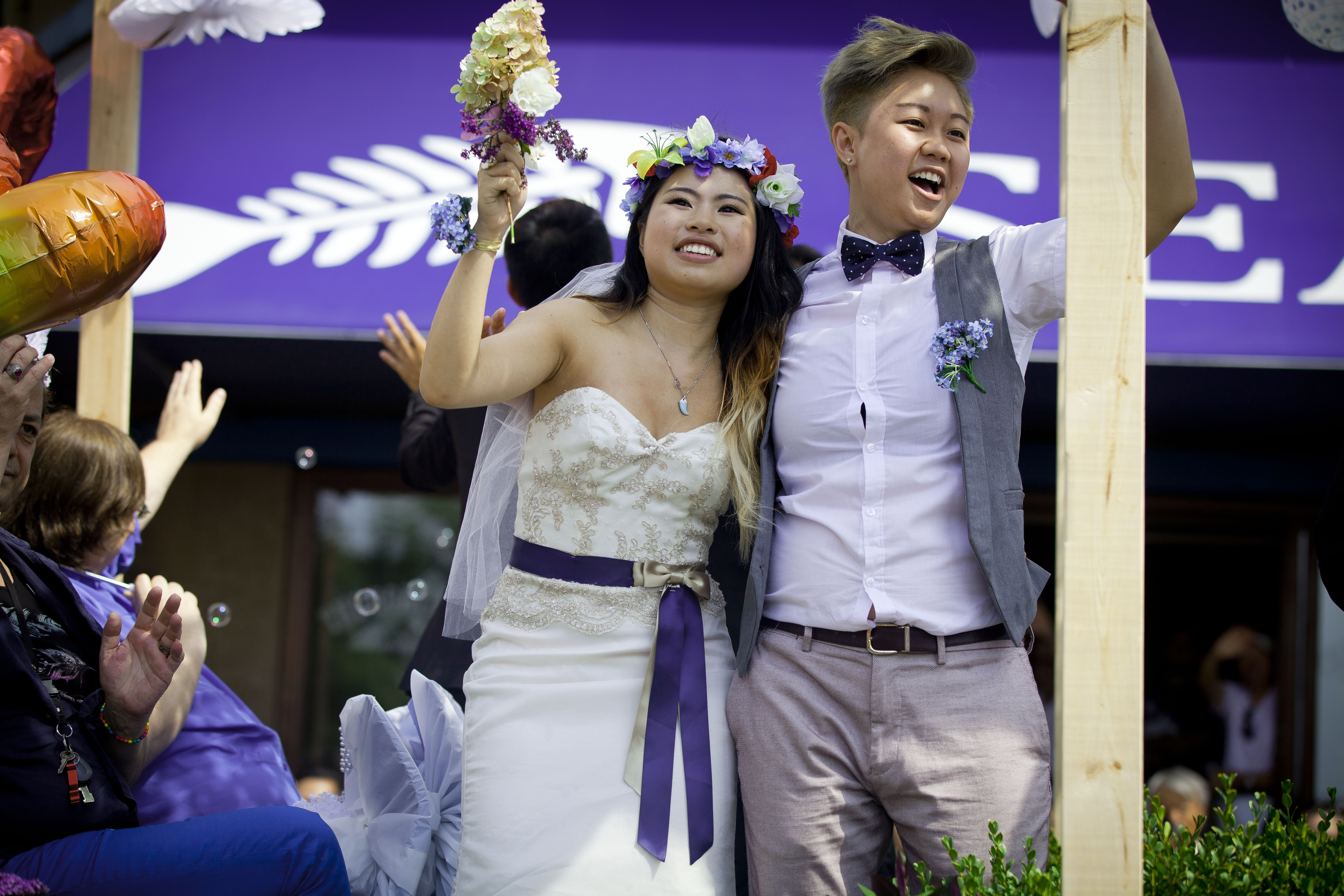
Una chica tomboy lesbiana con su pareja en una boda.

Un reporte de Avon Longitudinal Study of Parents and Children sugiere que las niñas en edad preescolar son influidas por factores genéticos y prenatales a la hora de jugar con juguetes típicamente preferidos por niños. Además se ha notado que las chicas tomboy tienen fuertes intereses en temas de ciencia y tecnología.